# Merafong
La municipalité locale de Merafong (Merafong City local municipality) est située en Afrique du Sud. Lors de sa fondation en 2000, c'est une municipalité transfrontalière regroupant la ville minière de Carletonville, le township de Khutsong (tous deux situés dans la province du Gauteng) avec des communes rurales comme Fochville (province du Nord-Ouest).
Située d'abord dans le West Rand District Municipality (Gauteng), Merafong a été intégrée de 2005 à 2009 dans le Southern District Municipality située dans la province du Nord-Ouest en dépit de l'hostilité des résidents de Carletonville et de Khutsong, les principaux centres urbains de la municipalité. Depuis 2009, elle est réintégrée dans le Gauteng.

## Communes et villes constituant la municipalité de Merafong
- Fochville : doyenne des communes de la municipalité.
- Carletonville : Fondée par les conglomérats miniers en 1937 sur l'un des plus riches gisements d'or du Transvaal, c'est la plus grande ville de la municipalité.
- Wedela : fondée comme localité minière en 1978 par Harry Oppenheimer, elle devint une municipalité autonome en 1990 avant d'être intégré dans celle de Merafong.
- Khutsong : township principal de Carletonville. C'est la localité la plus peuplée de la municipalité.
- Welverdiend et Blybank : faubourgs de Carletonville.
- Kokosi et Greenspark : Township de Fochville.

## Population
La municipalité locale de Merafong compte 197 520 habitants (selon le recensement de 2011).

## Administration
Le conseil municipal est dominé par l'ANC depuis la création de la municipalité en 2000.

### Liste des maires
- Ellen Mabile (2001-)
- David Desmond Van Rooyen (2003-2009)
- Papi Molokoane (2009-2011)
- Maphefo Mogale Letsie (de 2011 à avril 2021)
- Mogomotsi Sello, d'avril à novembre 2021
- Nozuko Best, maire (ANC) depuis le 25 novembre 2021